# Монпельє (округ)
Округ Монпельє (фр. Arrondissement de Montpellier) — округ у Франції, в департаменті Еро. 2023 року округ об'єднував 67 муніципалітетів, населення становило 723 978 осіб.
Адміністративний центр (супрефектура) — Монпельє.

## Муніципалітети
Список муніципалітетів округу та їхні коди INSEE:
1. Антр-Вінь (34246)
2. Баларюк-ле-В'є (34024)
3. Баларюк-ле-Бен (34023)
4. Баярг (34022)
5. Больє (34027)
6. Буассерон (34033)
7. Бузіг (34039)
8. Валерг (34321)
9. Вандарг (34327)
10. Вік-ла-Гардьйоль (34333)
11. Вільверак (34341)
12. Вільнев-ле-Магелон (34337)
13. Вільтель (34340)
14. Галарг (34110)
15. Гарриг (34112)
16. Грабель (34116)
17. Жаку (34120)
18. Жижан (34113)
19. Жувіньяк (34123)
20. Кампань (34048)
21. Кандіярг (34050)
22. Кастельно-ле-Лез (34057)
23. Кастрій (34058)
24. Клап'є (34077)
25. Курнонсек (34087)
26. Курнонтерраль (34088)
27. Ла-Гранд-Мотт (34344)
28. Лаверюн (34134)
29. Лансарг (34127)
30. Латт (34129)
31. Ле-Крес (34090)
32. Луп'ян (34143)
33. Люнель (34145)
34. Люнель-В'єль (34146)
35. Марсеян (34150)
36. Марсіярг (34151)
37. Мез (34157)
38. Міреваль (34159)
39. Могіо (34154)
40. Монбазен (34165)
41. Монпельє (34172)
42. Монто (34164)
43. Монферріє-сюр-Лез (34169)
44. Мюдезон (34176)
45. Мюрв'єль-ле-Монпельє (34179)
46. Палавас-ле-Фло (34192)
47. Пероль (34198)
48. Піньян (34202)
49. Прад-ле-Лез (34217)
50. Пуссан (34213)
51. Рестенкльєр (34227)
52. Сатюрарг (34294)
53. Сен-Бре (34244)
54. Сен-Дрезері (34249)
55. Сен-Жан-де-Ведас (34270)
56. Сен-Женьєс-де-Мург (34256)
57. Сен-Жорж-д'Орк (34259)
58. Сен-Жуст (34272)
59. Сен-Назер-де-Пезан (34280)
60. Сен-Сер'єс (34288)
61. Сент-Онес (34240)
62. Сет (34301)
63. Соссан (34295)
64. Соссін (34296)
65. Сюссарг (34307)
66. Фабрег (34095)
67. Фронтіньян (34108)